# Kathy Sambell
Kathy Sambell, född 16 januari 1963, är en friidrottare från Australien. Hon deltog vid olympiska sommarspelen 1992.